# (4211) Rosniblett
(4211) Rosniblett ist ein Hauptgürtelasteroid, der am 12. September 1987 von Henri Debehogne von der Europäischen Südsternwarte aus entdeckt wurde. Er hat einen Durchmesser von etwa 31,4 Kilometern.
Der Asteroid wurde nach der britischen Archäologin Rosalind Niblett benannt.